# Hăghig
Hăghig (en hongrois Hídvég, en allemand Fürstenberg) est une commune roumaine du județ de Covasna, dans le Pays sicule, en Transylvanie. Elle est composée des deux villages suivants :
- Hăghig, siège de la commune
- Iarăș (Nyáraspatak)

## Localisation
Hăghig est situé dans la partie ouest du comté de Covasna, au pied des monts Baraolt dans les Carpates orientales, à l'est de la Transylvanie, à 20 km de Brașov et à 23 km de Sfântu Gheorghe (Sepsiszentgyörgy).

## Monuments et lieux touristiques
- Église réformée du village de Hăghig (construite au XVIe siècle), monument historique
- Église orthodoxe du village de Iarăș (construite en 1930)
- Château Nemes du village de Hăghig (construite au XVIIIe siècle), monument historique
- Maison Bucșa du village de Hăghig (construction XVIIIe siècle), monument historique
- Monts Baraolt